# ブナケン島
ブナケン島（ブナケンとう）は、インドネシアの北スラウェシ州の州都マナド沖に位置する島。面積8.08平方キロメートルの島には、2万人以上の住民がいる。1991年にマナドトゥア島、マンテハゲ島、シラデン島、ナエン島を含むブナケン島周辺の89,065ヘクタールの海域がブナケン海洋国立公園 (Taman Nasional Laut Bunaken) に指定された。
ブナケン海洋国立公園にはダイビングスポットが20か所ある。そのうちの12か所（サチコポイント、東ブナケン、ムカカンプン、リクアン1からリクアン3、チェラチェラ、フクイポイント、マンドリンポイント、トゥンガポイント、レイモンポイント、マイクポイント）がブナケン島沖にある。マナド湾の深さは1,566メートルとなっており、島々の沿岸にはマングローブがある。マングローブの樹種としてコヒルギ、フタバナヒルギ、オオバヒルギ、オヒルギ、ヒルギダマシ、ホウガンヒルギ、ハマザクロ、ナンヨウマヤプシキなどが挙げられる。ブナケンのドロップオフには70種以上のサンゴ礁、2,500種以上の魚類やアオウミガメ、タイマイが生息しており、水温は年間平均27-29℃。ダイビングシーズンは4月から10月の乾季である。2020年にミナハサ半島のタンココ・バトゥアングス自然保護区、ロコン山などと共にユネスコの生物圏保護区に指定された。